# 久米昭元
久米 昭元（くめ てるゆき、1944年 - ）は、日本の言語学者、立教大学異文化コミュニケーション学部特任教授。専門は異文化コミュニケーション論。

## 経歴
神戸市生まれ。1966年神戸市外国語大学外国語学部英米学科卒業。
日獨薬品（株）（→日本シエーリング（現在はバイエル薬品））で貿易実務、（株）インターオーサカ（現在はインターグループ）で会議通訳など計8年間勤務した後、ハワイ大学大学院アメリカ研究科修士課程修了。1979年にミネソタ大学大学院コミュニケーション研究科博士課程修了（Ph.D.、論文―対米進出日本企業における意思決定過程）。
南山大学、神戸市外国語大学、神田外語大学、立教大学社会学部を経て、立教大学異文化コミュニケーション学部教授。

## 著書

### 共著
- 『異文化コミュニケーション・キーワード』 有斐閣 1990年
- 『感性のコミュニケーション - 対人融和のダイナミズムを探る』 大修館書店 1992年
- 『異文化コミュニケーション - 新・国際人の条件』（改訂版）有斐閣 1996年
- 『異文化コミュニケーション・ハンドブック』 有斐閣 1997年
- 『異文化コミュニケーションの理論 - 新しいパラダイスを求めて』 有斐閣 2001年
- 『異文化コミュニケーション研究法 - テーマの着想から論文の書き方まで』 有斐閣 2005年
- 『ケースで学ぶ異文化コミュニケーション - 誤解・失敗・すれ違い』 有斐閣 2007年

### 訳書
- 『アメリカ人の思考法 - 文化摩擦とコミュニケーション』（エドワード・C・スチュワート著）創元社 1982年

## 論文
- 国立情報学研究所収録論文 国立情報学研究所